# Coelioxys annamensis
Coelioxys annamensis is een vliesvleugelig insect uit de familie Megachilidae. De wetenschappelijke naam van de soort is voor het eerst geldig gepubliceerd in 1915 door Dusmet y Alonso.